# Teluk Poso
Teluk Poso är en vik i Indonesien.   Den ligger i provinsen Sulawesi Tengah, i den centrala delen av landet, 1 700 km öster om huvudstaden Jakarta.